# Firth (water)

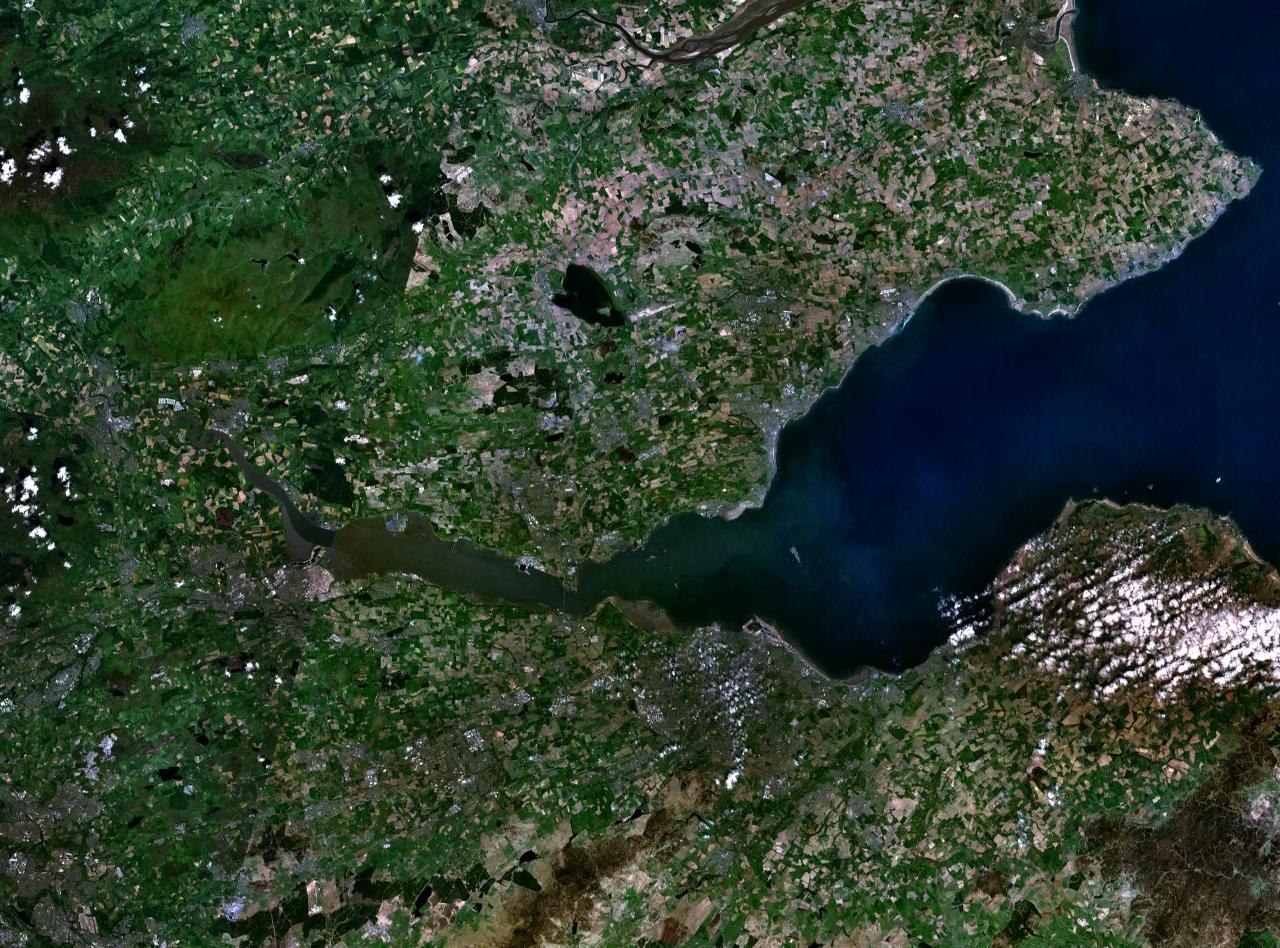
De Firth of Forth en omgeving

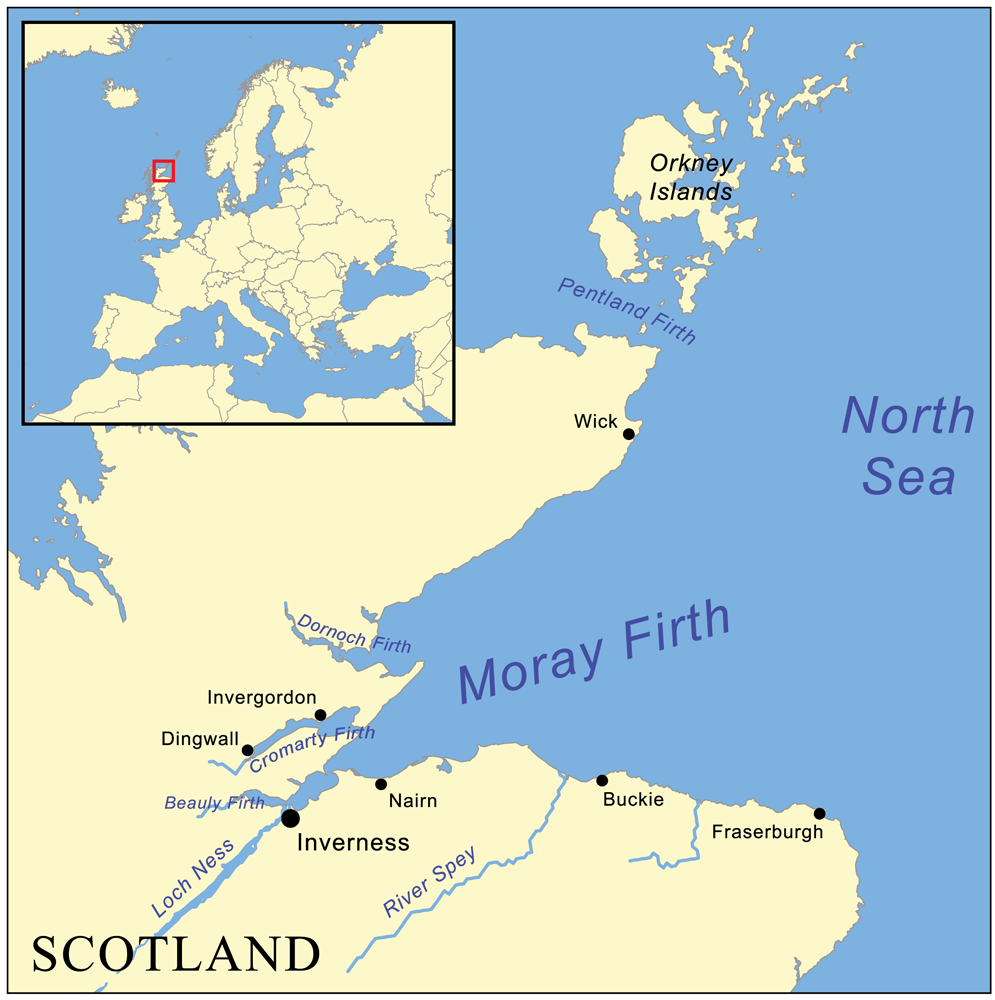
Kaart van de Moray Firth

Firth is een Schots woord voor verschillende typen kustwateren in Schotland. Gewoonlijk verwijst de term naar een grote baai van de zee, die deel kan zijn van een estuarium, maar de term kan ook naar een inham of zeestraat verwijzen. Firth is een cognaat van fjord (beide van het Oergermaanse *ferþuz), dat een nauwere betekenis heeft. Kustwateren die "firth" genoemd worden, liggen vooral aan de Schotse oost- en zuidwestkust, met de Firth of Lorn als belangrijke uitzondering. De kust van de Schotse Hooglanden telt vele estuaria, zeestraten en inhammen, zoals The Minch en Loch Torridon; deze worden vaak "sea loch" genoemd.
Een firth is doorgaans het resultaat van gletsjeractiviteit uit een ijstijd en wordt vaak geassocieerd met een grote rivier, waarvan de erosie die door de getijdenwerking van inkomend zeewater veroorzaakt wordt, de rivier heeft verbreed tot een estuarium. De afbakening kan vaag zijn. Zo rekent men soms de Clyde tot aan Dumbarton tot de Firth of Clyde, maar de kaart van de Ordnance Survey legt de grens bij Port Glasgow, terwijl de lokale bevolking de grens bij een zandbank bij Greenock legt, of zelfs westwaarts bij Gourock.
Sommige firths zijn uitzonderingen op de algemene definitie. De Cromarty Firth aan de Schotse zuidoostkust is bijvoorbeeld een groot meer met slechts een kleine uitgang naar zee. De Solway Firth en de Moray Firth zijn meer extreem grote zeebaaien. De Pentland Firth is meer een zeestraat dan een baai of inham.

## Schotse firths

### Firths aan de Schotse westkust

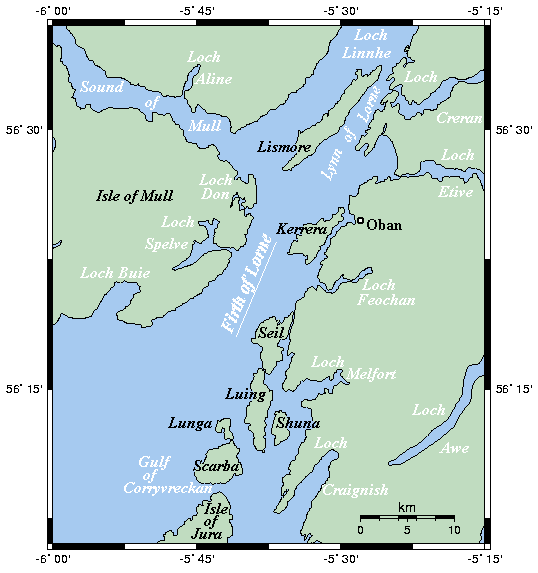
De Firth of Lorn en nabije waterwegen

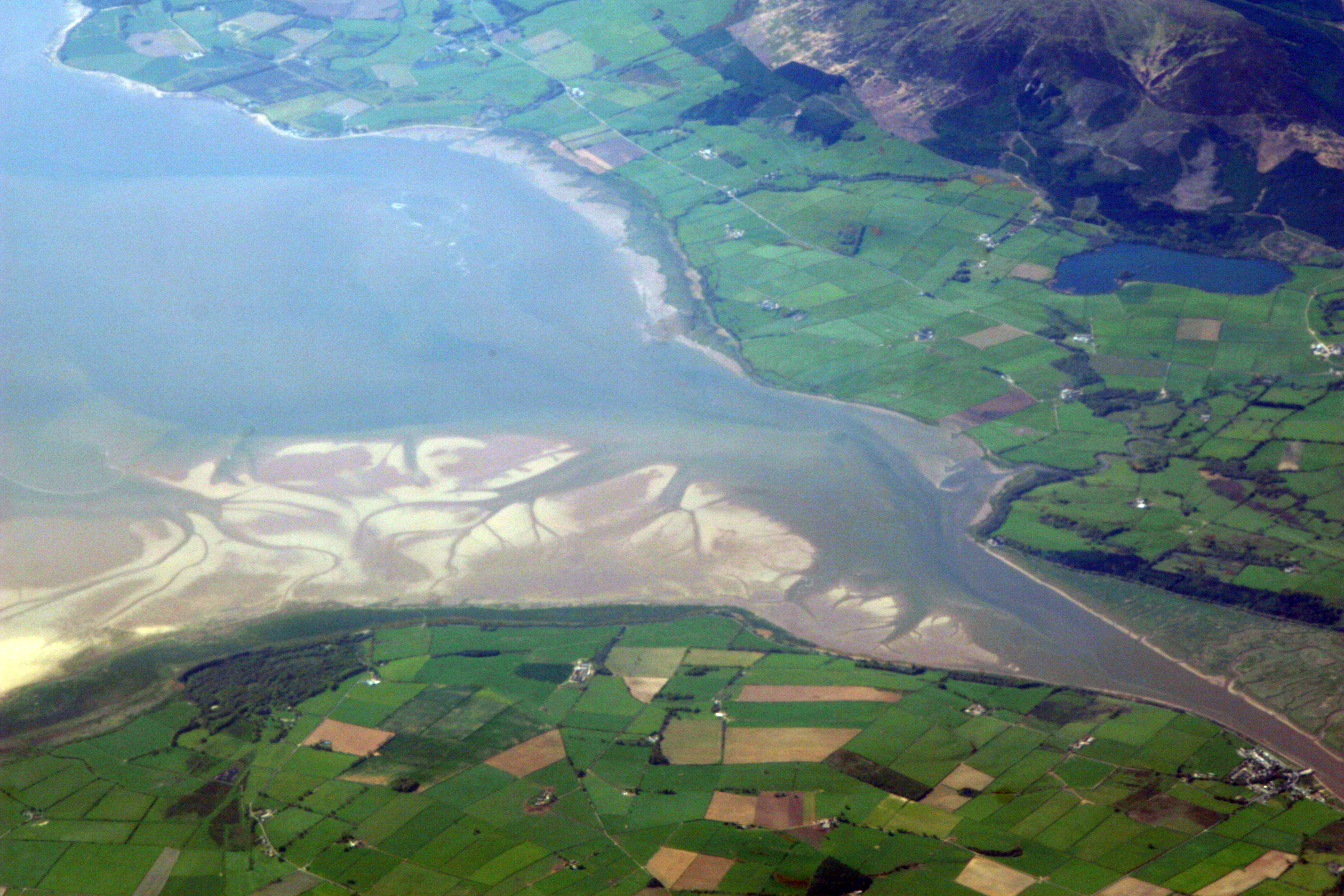
Het estuarium van de River Nith, het begin van Solway Firth ten zuiden van Dumfries

Aan de Schotse westkust liggen, van noord naar zuid, de volgende firths:
- Firth of Lorn (de meest noordelijke), staat via de meren van Great Glen, het Caledonisch Kanaal en Loch Ness in verbinding met Moray Firth.
  - Lochs in verbinding met deze firth: Loch Lochy, Loch Linnhe, Loch Leven en Loch Oich.
  - Plaatsen: Oban, Fort William.
  - Eilanden: Isle of Mull, Lismore en Kerrera.
- Firth of Clyde (voortzetting van het estuarium van de Clyde)
  - Verbonden sea lochs: Gare Loch, Loch Long, Holy Loch, Loch Striven, Loch Riddon, Loch Fyne en Campbeltown Loch.
  - Plaatsen: Helensburgh, Port Glasgow, Greenock, Gourock, Dunoon, Rothesay, Wemyss Bay, Largs, Brodick, Ardrossan, Troon, Ayr, Girvan en Campbeltown. Landinwaarts langs de Clyde ligt Glasgow.
  - Eilanden: Arran, Bute, Cumbrae
In Schots-Gaelisch wordt de Firth of Clyde als twee aparte waterlichamen beschouwd, landinwaarts de Linne Chluaidh en ten zuiden van Arran, Kintyre en Ayrshire/Galloway de An Linne Ghlas.
- Solway Firth (op de grens van Schotland en Engeland).
  - Plaatsen: Carlisle, St Bees en Aspatria in Engeland en Annan, Gretna, Luce Bay en Wigtown in Schotland.
  - Rivieren: Eden, Esk en Nith.
  - Eilanden: Hestan, Rough Island. Het Isle of Whithorn is een schiereiland. Het Isle of Man ligt niet ver buiten de Solway Firth.

### Firths aan de Schotse oostkust

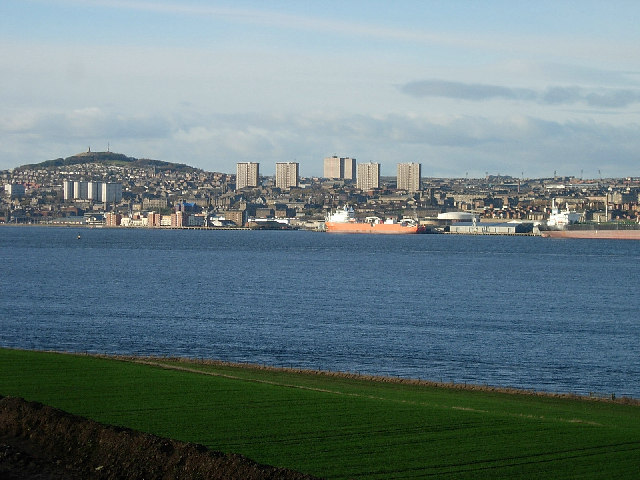
Dundee aan de Firth of Tay

De firths aan de Schotse oostkust zijn onderdeel van, of verbonden met de Noordzee. Van noord naar zuid gaat het om:
- Dornoch Firth
  - Plaatsen: Dornoch, Bonar Bridge, Kyle of Sutherland, Tain, Portmahomack.
  - Rivieren: Oykel, Cassley, Shin en Carron
  - Kaap: Tarbat Ness.
- Cromarty Firth (lochachtige firth met een relatief smalle opening naar zee). Deze firth komt uit in de veel grotere Moray Firth.
  - Plaatsen: Cromarty, Dingwall, Invergordon.
  - Rivieren: Conon, Orrin, Rusdale, Glass, Alness.
- Moray Firth (de grootste van Schotland) en Beauly Firth
  - Plaatsen: Inverness, Nairn, Fortrose, Fort George (allen Moray Firth), Beauly (Beauly Firth)
  - Kapen: Whiteness Head, Chanonry Point, Alturlie Point.
- Firth of Tay (estuarium van de Tay).
  - Plaatsen: Perth, Dundee, Monifieth, Tayport, Newport on Tay, Newburgh.
  - Rivieren: Tay, Earn.
  - Kaap: Buddon Ness.
  - Eilanden: Mugdrum Island
- Firth of Forth (estuarium van de rivier de Forth). Het estuarium wordt overspannen door een tolbrug voor autoverkeer (Forth Road Bridge), sinds 2017 een brug voor algemeen verkeer de Qeensferry Crossing, en de beroemde Forth Bridge, een spoorbrug van 2,46 km lang. De meer landinwaarts gelegen Kincardine Bridge wordt als het begin van het estuarium gezien.
  - Plaatsen: Edinburgh, Dunfermline, Kirkcaldy, Falkirk, Stirling, Grangemouth, Rosyth, North Queensferry, South Queensferry, Musselburgh, Crail, Cellardyke, Anstruther, Pittenweem, St Monans, Elie, Earlsferry.
  - Rivieren: Forth, Avon, Water of Leith, Almond, Esk, Leven.
  - Eilanden: Bass Rock, Craigleith, Eyebroughy, Fidra, Inchcolm, Inchgarvie, Inchkeith, Inchmickery, Isle of May, The Lamb.

### Firths aan de Schotse noordkust

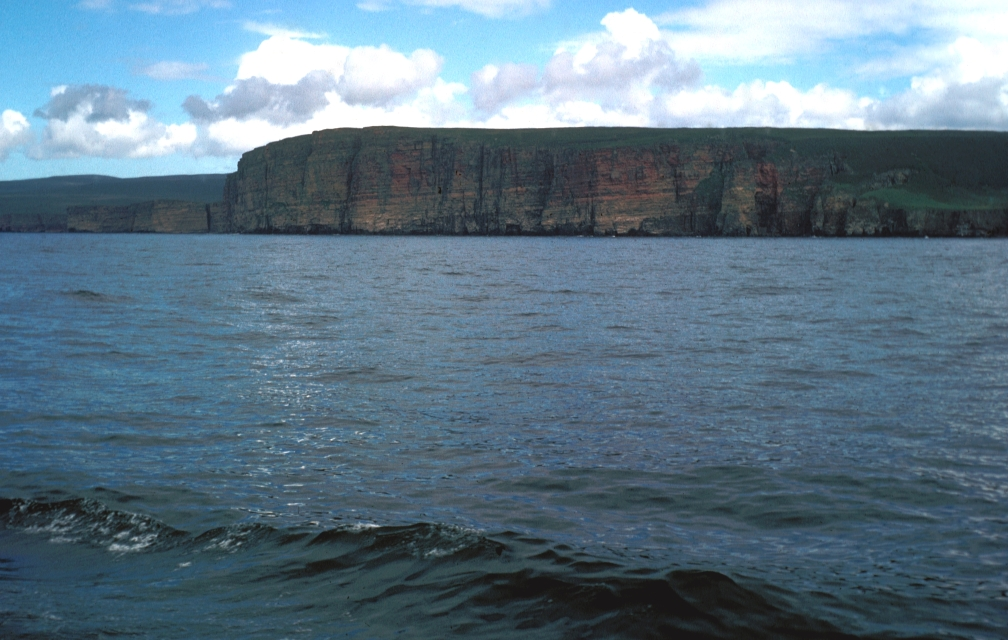
Gezicht over de Pentland Firth richting Hoy

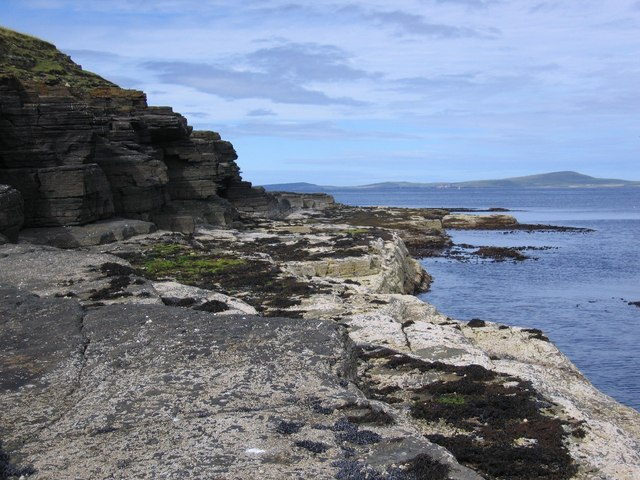
De kliffen van Saviskaill Bay op Rousay, kijkend noordwaarts richting Westray over Westray Firth

- Pentland Firth of ook wel Orcadian Strait is een zeestraat tussen het Schotse vasteland en de Orkneyeilanden. Deze firth vormt een overgang tussen de Atlantische Oceaan en de Noordzee.
  - Plaatsen: John o' Groats, Canisbay, Gills Bay, Rattar.
  - Kapen: Brims Ness, Brough Ness, Duncansby Head, Dunnet Head
  - Eilanden: Hoy, Pentland Skerries, Swona, South Ronaldsay, South Walls, Stroma

### Firths van de Noordelijke Eilanden
De Noordelijke Eilanden, bestaande uit de Shetlandeilanden, Fair Isle en de Orkneyeilanden, waren tot de 15e eeuw deel van Noorwegen en hebben vaak nog Noorse namen. Op de Shetlandeilanden kan "firth" verwijzen naar kleine inhammen, net als "geo", "voe" en "wick". Op de Orkneyeilanden is "wick" gebruikelijk.
- Orkneyeilanden:
  - Bay of Firth (Firth, Orkney)
  - North Ronaldsay Firth
  - Stronsay Firth
  - Westray Firth
  - Wide Firth
- Shetlandeilanden
  - Firths langs Mainland:
    - Lax Firth (Laxfirth) & Cat Firth near Nesting & Whiteness
    - Collafirth/Colla Firth (two places of this name)
    - Firths Voe (Firth)
    - Gon Firth
    - Olna Firth
    - Olnes Firth
    - Quey Firth
    - Unie Firth
    - Ura Firth
    - Burra Firth/Burrafirth
    - Effirth

  - Firths langs Yell en Unst:
    - Whale Firth
    - Burrafirth

### Andere soortgelijke wateren in Schotland

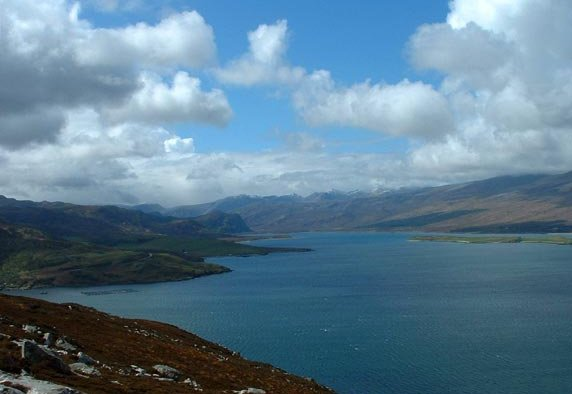
Loch Eriboll

In Schots-Gaelisch wordt het woord linne gebruikt om naar de meeste bovengenoemde firths te verwijzen. Het wordt ook toegepast voor de Schots-Gaelische benamingen voor de Sound of Sleat, Crowlin Sound, Cuillin Sound, Sound of Jura, Sound of Raasay en een deel van Loch Linnhe.
De volgende wateren zijn gelijkaardig aan firths, maar worden niet zo genoemd:
- Schotse westkust: Loch Broom (fjord), Loch Eriboll (fjord), Loch Fyne (fjord), Loch Hourn (fjord), Loch Tarbert, Jura (fjord), Loch Torridon (fjord); Loch Sween (fjord), The Minch (zeestraat, "Skotlandsfjörð" ("Schotlands fjord/firth") in Oudnoords.[2])
- Schotse oostkust: Eden Mouth (estuarium bij St Andrews); Findhorn Bay, Montrose Basin (estuarium/lagune met smalle ingang); Tweed mouth (estuarium).

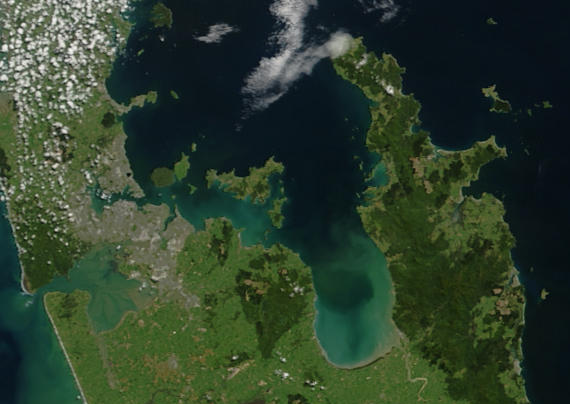
De Firth of Thames is de grote baai in het zuidoosten

## Firths buiten Schotland
- De Firth of Thames is een baai aan de monding van de Waihou in Nieuw-Zeeland
- De Firth of Tay, Antarctica. Vernoemd naar de Schotse Firth of Tay, aangezien het naburige Dundee Island vernoemd is naar het aan de Schotse Firth of Tay liggende Dundee.